# コルンブ石
コルンブ石 (Columbite) はニオブ石 (Niobite) とも呼ばれる鉄、マンガン、ニオブの複酸化物鉱物で、組成式 [(Fe, Mn)Nb2O6] で表される。黒色・亜金属光沢を持ち、密度が高い。アメリカ合衆国コネチカット州のハダムで発見された。ニオブ鉱石として重要であるが、実際にはニオブとタンタルが任意の割合で固溶した状態で産出するためコルンブ石-タンタル石系をなし、ニオブが多いものをコルンブ石、タンタルが多いものをタンタル石と呼び分ける（区別する必要がない場合は総称してコルタンと呼ぶ）。また、鉄やマンガンの割合によって鉄タンタル石やマンガンコルンブ石などさまざまなアナログを持つ。時にスズやタングステンを含む。また、モザンビークではイットリウムを含み放射性を持つものが発見され、イットロコルンブ石 (Yttorocolumbite) と呼ばれている(組成式 (Y,U,Fe)(Nb,Ta)O4)。
2023年、国際鉱物学連合により「コルンブ石スーパーグループ」が定義され、「コルンブ石グループ」、「イクシオ石グループ」、「サマルスキー石グループ」、「ウォジナ石グループ」、「鉄マンガン重石グループ」が組み入れられた。
コルンブ石はタンタル石とともに斜方晶系に属している。結晶構造は同じであるが比重は大きく異なり、コルンブ石が5.2であるのに対してタンタル石は8.0以上にもなる。
コルンブ石はタピオライトともよく似ている。化学組成は近いが結晶構造は異なっており、コルンブ石が斜方晶なのに対してタピオライトは正方晶である。これまでに報告された最大のコルンブ石の単結晶は縦76センチメートル、横61センチメートル、厚さ6ミリメートルの板状のものである。

## 歴史と語源
アメリカ合衆国におけるコルンブ石の存在は、コネチカット植民地の初代知事で熱心な鉱石収集家でもあったジョン・ウィンスロップ（1606–1676）が集めた標本によって知られることとなった。600点あまりの標本は、同名の孫 ジョン・ウィンスロップ（1681–1747）が1737年に王立協会フェローに選ばれた際に、当時王立協会会長であったハンス・スローンに寄贈された。
1801年に チャールズ・ハチェット がコルンブ石の標本からニオブを発見した。彼はアメリカ大陸を発見したクリストファー・コロンブスを記念した鉱物名にちなみ、新元素をコロンビウムと名付けた（このため、英米圏では現在でもニオブをコロンビウムと呼ぶ）。

## 持続可能な開発
コンゴ民主共和国ではコルタンの違法採掘が環境面・経済面でさまざまな問題を引き起こしている。